# Tsars de Rússia
En diferents moments, els governants dels principats russos van portar el títol de Kniaz (traduït com Duc o Príncep), Veliki Kniaz (traduït com Gran Duc, Gran Príncep), Tsar i Emperador.
Els patriarques, caps de l'Església Ortodoxa Russa, van actuar també de vegades com a líders de Rússia. Així va succeir, per exemple, durant l'ocupació polonesa i l'interregne de 1610 fins a 1613.

## Dinastia ruríkida
| Imatge               | Nom                          | Mort - Naixement | Gran Príncep des de    | Gran Príncep fins      |
| -------------------- | ---------------------------- | ---------------- | ---------------------- | ---------------------- |
| Daniel               | Daniel                       | 1261–1303        | 1283                   | 4 de març de 1303      |
| Iuri                 | Iuri                         | 1281–1325        | 4 de març de 1303      | 21 de novembre de 1325 |
| Ivan I               | Ivan I                       | 1288–1340        | 21 de novembre de 1325 | 31 de març de 1340     |
| Semion               | Semion (el Superb)           | 1316–1353        | 31 de març de 1340     | 27 d'abril de 1353     |
| Ivan II              | Ivan II                      | 1326–1359        | 27 d'abril de 1353     | 13 de novembre de 1359 |
| Demetri I de Moscou  | Demetri I de Moscou          | 1350–1389        | 13 de novembre de 1359 | 19 de maig de 1389     |
| Vassili I de Moscou  | Vassili I de Moscou          | 1371–1425        | 19 de maig de 1389     | 27 de febrer de 1425   |
| Vasily II            | Vasily II (El cec)           | 1415–1462        | 27 de febrer de 1425   | 27 de març de 1462     |
| Ivan III de Moscou   | Ivan III de Moscou (El Gran) | 1440–1505        | 5 d'abril de 1462      | 6 de novembre de 1505  |
| Vasily III           | Vasily III                   | 1479–1533        | 6 de novembre de 1505  | 13 de desembre de 1533 |
| Ivan IV, el Terrible | Ivan IV (El terrible)        | 1530–1584        | 13 de desembre de 1533 | 26 de gener de 1547    |

## TsardeRússia(1547–1721)

### Dinastia ruríkida
| Imatge               | Nom                   | Naixement - Mort | Tsar de             | Tsar fins           |
| -------------------- | --------------------- | ---------------- | ------------------- | ------------------- |
| Ivan IV, el Terrible | Ivan IV (El terrible) | 1530–1584        | 26 de gener de 1547 | 28 de març de 1584  |
| Feodor I             | Feodor I              | 1557–1598        | 28 de març de 1584  | 17 de gener de 1598 |

## Era dels Trastorns (1598–1613)

### Dinastia Godunov
| Imatge        | Nom                 | Naixement - Mort   | Tsar de            | Tsar fins          |
| ------------- | ------------------- | ------------------ | ------------------ | ------------------ |
| Borís Godunov | Borís Godunov       | 1550/ c. 1551–1605 | 3 de març de 1598  | 23 d'abril de 1605 |
| Feodor II     | Feodor II de Rússia | 1589–1605          | 23 d'abril de 1605 | 11 de juny de 1605 |

### Usurpadors
| Imatge         | Nom            | Naixement - Mort | Tsar de            | Tsar fins          |
| -------------- | -------------- | ---------------- | ------------------ | ------------------ |
| Fals Dmitriy I | Fals Dmitriy I | 1581–1606        | 30 de juny de 1605 | 27 de maig de 1606 |

### Dinastia Xuiski
| Imatge     | Nom                  | Naixement- Mort | Tsar de            | Tsar fins            |
| ---------- | -------------------- | --------------- | ------------------ | -------------------- |
| Vassili IV | Vassili IV de Rússia | 1552–1612       | 27 de maig de 1606 | 27 de juliol de 1610 |

### Usurpadors
| Imatge          | Nom                           | Naixement - Mort | Tsar de              | Tsar fins              |
| --------------- | ----------------------------- | ---------------- | -------------------- | ---------------------- |
| Fals Dmitriy II | Fals Dmitriy II (nominalment) | 1582–1610        | 27 de juliol de 1610 | 21 de desembre de 1610 |

### Dinastia Vasa
| Imatge                 | Nom                                 | Naixement - Mort | Tsar de                             | Tsar fins             |
| ---------------------- | ----------------------------------- | ---------------- | ----------------------------------- | --------------------- |
| Ladislau IV de Polònia | Ladislau IV de Polònia (Formalment) | 1595–1648        | 27 d'agost (21 de desembre) de 1610 | 4 de novembre de 1612 |

### Consell delsSet boiars(27 de juliol de 1610 a novembre de 1612)
(Des del 6 de setembre 1610 per l'absència de Ladislau IV de Polònia):
- Princep Fyodor Puto Ivanovich Mstislavsky
- Princep Ivan Mikhailovich Vorotynsky (del març de 1611)
- Mikhail Fyodorovich Nagoy (de març de 1611)
- Princep Andrey Vasilyevich Trubetskoy
- Princep Vasily Vasilyevich Golitsyn (del 8 d'abril de 1611)
- Ivan Simeyonovich Kurakin (del 8 d'abril de 1611)
- Princep Boris Mikhailovich Lykov-Obolenskiy
- Ivan Romanov
- Fedor Sheremetev

### Consell de Totes les Terres (17 d'abril de 1611 a 26 de juliol de 1613)
(En oposició als polonesos i Ladislau IV Vasa):
- Princep Dmitry Pozharsky
- Prokopy Petrovich Lyapunov (de l'1 d'agost de 1611)
- Princep Dmitry Timofeyevich Trubetskoy
- Atamanp Ivan Martynovich Zarutsky (del 7 d'agost de 1612)

## Romànov
| Regnat                                                            | Imatge               | Naixement                                                                                              | Defunció                                |
| ----------------------------------------------------------------- | -------------------- | --- | --------------------------------------- |
| Miquel I de Rússia 1613-1645                                      | Miquel I             | 12 de juliol de 1596 Moscou fill de Feodor Nikitich Romanov i Kseniya Ioannovna Shesotva               | 14 de juliol de 1645 Moscou amb 49 anys |
| Aleix de Rússia (tsar de Rússia) 1645-1676                        | Aleix de Rússia      | 9 de Maig de 1629 Moscou fill de Miquel I de Rússia i Eudoxia Lukyanova Streshneva                     | 29 de Gener de 1676 Moscou amb 46 anys  |
| Teodor III de Rússia 1676-1682                                    | Teodor III de Rússia | 9 de juny de 1661 Moscou fill de Aleix de Rússia (tsar de Rússia) i Maria Ilyinichna Miloslavskaya     | 7 de maig de 1682 Moscou amb 20 anys    |
| Pere I de Rússia El Gran 1682-1725 jointly with Ivan V until 1696 | Pere I el Gran       | 9 de juny de 1672 Moscou fill de Aleix de Rússia (tsar de Rússia) i Natalia Kirillovna Naryshkina      | 8 de febrer de 1725 amb 52 anys         |
| Ivan V de Rússia 1682-1696 jointly with Peter I                   | Ivan V               | 6 de setembre de 1666 Moscou fil de Aleix de Rússia (tsar de Rússia) i Maria Ilyinichina Miloslavskaya | 8 de febrer de 1696 amb 29 anys         |

## Emperadors de Rússia (1721–1917)
(Amb Grans Ducs de Finlàndia des del 1809 fins a 1917, i de Polònia des de 1815 fins a 1916)

### Romànov
| Regnat                                             | Imatge                    | Naixement | Defunció |
| -------------------------------------------------- | ------------------------- | --- | --- |
| Pere I de Rússia El Gran 1682-1725                 | Pere I el Gran            | 9 de juny de 1672 Moscou fill de Aleix de Rússia (tsar de Rússia) i Natalia Kirillovna Naryshkina                                                                       | 8 de febrer de 1725 amb 52 anys                                                                                |
| Caterina I de Rússia 1725-1727                     | Caterina I                | 15 d'abril de 1684 Ringon, Ducat de Livonia filla de Samuel Skowroński and Elisabeth Moritz                                                                             | 17 de maig de 1727 Sant Petersburg amb 43 anys                                                                 |
| Pere II de Rússia 1727-1730                        | Pere II                   | 23 d'octubre de 1715 Sant Petersburg fill de Tsarevich Alexei Petrovich i Princesa Charlotte Christine de Brunswick-Wolfenbüttel                                        | 30 de gener de 1730 Moscou amb 14 anys                                                                         |
| Anna Ivanovna de Rússia 1730-1740                  | Anna Ivanovna de Rússia   | 7 de febrer de 1693 Moscou filla de Ivan V de Rússia i Praskovia Feodorovna Saltykova                                                                                   | 28 d'octubre de 1740 amb 48 anys                                                                               |
| Ivan VI de Rússia 1740-1741                        | Ivan VI                   | 23 d'agost de 1740 Sant Petersburg fill del Duc Antoni Ulrich de Brunswick i Gran duquessa Anna Leopóldovna de Russia                                                   | 16 de juliol de 1764 Schluesselburg (mort) amb 23 anys                                                         |
| Elisabet I de Rússia 1741-1762                     | Elisabet I                | 29 de desembre de 1709 Kolomenskoye filla de Pere I de Rússia i Caterina I de Rússia                                                                                    | 5 de gener de 1762 amb 52 anys                                                                                 |
| Pere III de Rússia 1762                            | Pere III                  | 21 de febrer de 1728 Kiel, Slesvig-Holstein fill de Carles Frederick, Duc of Holstein-Gottorp i Gran duquessa Anna Petrovna de Russia                                   | 17 de juliol de 1762 (mort) Ropsha amb 34 anys                                                                 |
| Caterina II de Rússia La Gran 1762-1796            | Caterina II la Gran       | 2 de maig de 1729 Szczecin, Prússia, Sacre Imperi Romanogermànic filla de Cristian August, Princep de Anhalt-Zerbst i la Princesa Johanna Elisabeth de Holstein-Gottorp | 6 de novembre de 1796 Sant Petersburg amb 67 anys                                                              |
| Pau I de Rússia 1796-1801                          | Pau I                     | 1 d'octubre de 1754 Sant Petersburg fill de Pere III de Rússia i Caterina II de Rússia                                                                                  | 23 de març de 1801 (assassinat) Saint Michael's Castle, Sant Petersburg amb 46 anys                            |
| Alexandre I de Rússia El Sant 1801-1825            | Alexandre I               | 23 de desembre de 1777 Sant Petersburg fill de Pau I de Rússia i Sofia de Württemberg (tsarina de Rússia)                                                               | 1 de desembre de 1825 Taganrog amb 47 anys                                                                     |
| Constantí Pavlovitx de Rússia 1825                 | Constantí Pavlovitx       | 27 d'abril de 1779 Tsàrskoie Seló fill de Pau I de Rússia i Sofia de Württemberg (tsarina de Rússia)                                                                    | 27 de juny de 1831 Vítsiebsk amb 52 anys                                                                       |
| Nicolau I de Rússia El conqueridor 1825-1855       | Nicolau I                 | 6 de juliol de 1796 Gàtxina fill de Pau I de Rússia i Sofia de Württemberg (tsarina de Rússia)                                                                          | 2 de març de 1855 Sant Petersburg amb 58 anys                                                                  |
| Alexandre II de Rússia El llibertador 1855-1881    | Alexandre II              | 29 d'abril de 1818 Moscou fill de Nicolau I de Rússia i Carlota de Prússia (tsarina de Rússia)                                                                          | 13 de març de 1881 (assassinat) Sant Petersburg amb 62 anys                                                    |
| Alexandre III de Rússia El Pacifista 1881-1894     | Alexandre III             | 10 de març de 1845 Sant Petersburg fill de Alexandre II de Rússia i Maria de Hessen-Darmstadt                                                                           | 1 de novembre de 1894 Livadiya, Crimea amb 49 anys                                                             |
| Nicolau II de Rússia 1894-1917                     | Nicolau II                | 6 de maig de 1868 Tsàrskoie Seló fill de Alexandre III de Rússia i Dagmar de Dinamarca                                                                                  | 17 de juliol de 1918 (assassinat) Iekaterinburg, República Socialista Federada Soviètica de Rússia amb 50 anys |
| Gran Duc Miquel de Rússia (Claudica l'endemà) 1917 | Gran Duc Miquel de Rússia | 22 de novembre de 1878 Tsàrskoie Seló fill de Alexandre III de Rússia i Dagmar de Dinamarca                                                                             | 12 de juny de 1918 (mort) Perm, República Socialista Federada Soviètica de Rússia amb 39 anys                  |